# Bétrixaban

Le Bétrixaban est une molécule en cours d'évaluation de phase III comme anticoagulant oral direct, de la classe des inhibiteurs du facteur Xa. Il est principalement utilisé aux États-Unis.

## Efficacité
En prévention de la phlébite après la mise en place d'une prothèse de genou, le bétrixaban s'avère aussi efficace que l'enoxoparine, avec une bonne tolérance notamment au niveau saignements. Dans la fibrillation auriculaire, son efficacité semble comparable à celle des antivitamines K.
Le bétrixaban montre un avantage d'utilisation et de bénéfice risque par rapport à l'enoxaparine injectable en prévention des complications thormboemboliques de l'alitement.

## Utilisation
Le Bétrixaban entre dans la composition de médicaments prescrits par des médecins hospitaliers, aux États-Unis. Il est généralement utilisé pour des patients à fort facteur de risque de TVE (thromboembolie veineuse). La FDA autorise son utilisation depuis 2017.

## Suivi
Comme pour tous les anticoagulants à prise orale, la prise de Bétrixaban ne nécessite pas de suivi du dosage, sauf pour des personnes courant des risques particuliers : poids extrêmes, des risques de saignements (surtout en cas de récidive hémorragique), un âge avancé. En cas de programmation chirurgicale invasive pour les personnes traités sous Bétrixaban, un suivi pourrait aussi être envisagé. Enfin, avant l'instauration d'un traitement fibrinolytique pour traiter un AVC, il est aussi souhaitable de connaître le taux de Bétrixaban.

## Commercialisation
L'arrêt de la commercialisation du Bevyxxa a été acté à la suite d'une décision du laboratoire Portola. L'information a été enregistrée par la FDA.